# 26

26(이십육)은 25보다 크고 27보다 작은 자연수다.

## 수학
- 합성수로, 그 약수는 1, 2, 13, 26이다. 진약수의 합은 16이므로, 26은 부족수다.
  - 10번째 반소수다. 앞의 반소수는 25, 다음 반소수는 33이다.
- 3번째 칠각뿔수다. 앞의 칠각뿔수는 8, 다음은 60이다.
- 6번째 케이크 수다. 앞의 케이크 수는 15, 다음은 42이다.
- {\displaystyle 26=3+5+7+11}
  - 연속하는 네 소수(素數)의 합으로 나타낼 수 있는 수다. 이 성질을 지닌 앞의 수는 17, 다음 수는 36이다.
- {\displaystyle 26=1^{2}+5^{2}}
  - 연속하는 두 오각수의 제곱합으로 나타낼 수 있는 작은 수다. 이 성질을 지닌 다음 수는 169다.
  - 연속하는 두 개의 중심있는 사각수의 제곱합으로 나타낼 수 있는 가장 작은 수다. 이 성질을 지닌 다음 수는 194다.
- {\displaystyle x^{3}-y^{2}=2}의 정수해는 {\displaystyle x=3}, {\displaystyle y=5} 만이 유일하다. 즉 26은 정수의 세제곱수({\displaystyle 3^{3}=27})와 제곱수({\displaystyle 5^{2}=25}) 사이에 낀 유일한 정수다. (페르마의 추측)
- 자신의 세제곱수(17576)의 각 자리수를 더했을 때 다시 자신이 되는 수다.

## 과학
- 철(Fe)의 원자번호.

## 교통
- 고속도로
  - 주간고속도로 제26호선: 테네시주 킹즈포트에서 사우스캐롤라이나주 찰스턴까지 이어지는 미국의 주간고속도로.
  - 유럽 고속도로 26호선: 독일 함부르크에서 베를린까지 이어지는 유럽 고속도로.
  - 아우토반 26호선(영어판, 독일어판): 독일의 고속도로.
- 국도 제26호선
  - 대한민국 26번 국도: 전북특별자치도 군산시 옥서면에서 대구광역시 서구 내당동까지 이어지는 대한민국의 국도.
  - 일본 26번 국도: 오사카부 오사카시 기타구에서 와카야마현 와카야마시까지 이어지는 일본의 국도.
  - 미국 26번 국도: 오리건주 시사이드(영어판)에서 네브래스카주 오갈라라(영어판)까지 이어지는 미국의 국도.
- 기타 도로
  - 현도 제26호선

## 군사
- U-26: 독일의 군용 잠수함. 제1차 세계 대전에 사용된 1913년제 모델(영어판)과 제2차 세계 대전에 사용된 1936년제 모델(영어판)이 있다.

## 문화유산
- 대한민국의 국보 제26호: 경주 불국사 금동비로자나불좌상
- 대한민국의 보물 제26호: 김제 금산사 금강계단
- 대한민국의 사적 제26호: 경주 원성왕릉

## 방송
- 지니 TV와 U+ TV의 수도권 지역 OBS경인TV 채널 번호, 지니 TV의 비수도권 지역 쇼핑엔티 채널 번호.
- 스카이라이프의 현대홈쇼핑플러스샵 채널 번호.
- B tv의 SBS 비즈 채널 번호.
- LG헬로비전의 롯데원TV 채널 번호.
- B tv 케이블의 드라마큐브 채널 번호.
- KT HCN의 SBS 플러스 채널 번호.

## 시간
- 라디오에서 26시는 새벽 2시이다.

## 작품
- 만화 《뽀롱뽀롱 뽀로로 4기》는 총 26부작이다.

## 기타
- 날짜: 2월 6일
- 연도: 26년, 기원전 26년

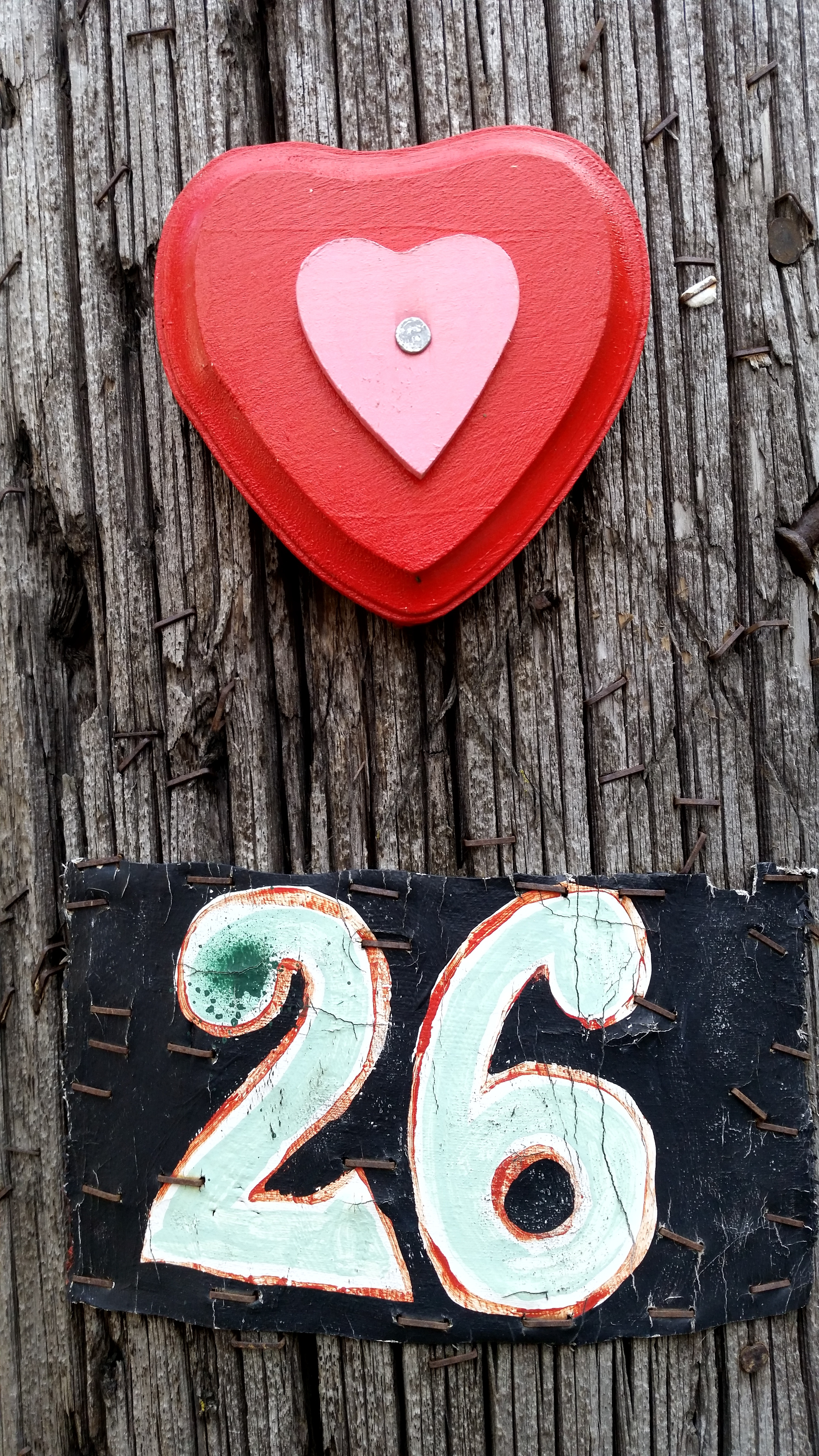

- 영어의 알파벳은 A부터 Z까지의 26개이다.
- 사주팔자에서 이름의 한자 총 획수가 26획인 것을 최악으로 보기 때문에 피하는 경향이 있다.
- 조선 26대 국왕은 대한제국 고종 황제다.